# 쾨프케털코박쥐
쾨프케털코박쥐(Mimon koepckeae)는 주걱박쥐과(신세계잎코박쥐류)에 속하는 남아메리카와 중앙아메리카 박쥐의 일종이다. 페루의 토착종이다.

## 특징
보통 크기의 박쥐로 전체 몸길이는 78~80mm이고 전완장은 46.3~49.8mm이다. 꼬리 길이는 16~23mm, 발 길이는 9~11mm, 귀 길이는 22~23mm이고 몸무게는 최대 14.5g이다.

## 생태
먹이는 그레이창코박쥐속의 다른 박쥐와 마찬가지로 곤충으로 추정된다.

## 분포 및 서식지
페루 중부의 고지대에서만 알려져 있다. 해발 1,600m 이하의 산지 숲에서 서식한다.